# Castaños (Coahuila)
Castaños es una ciudad del estado de Coahuila, situada en el centro del estado, es cabecera del municipio de Castaños. En 2015 contaba con una población de 28.068 personas. Forma parte de la Zona Metropolitana de Monclova.

## Historia
En 1582 los conquistadores Luis de Carvajal y de la Cueva y Gaspar Castaño de Sosa incursionaron por las tierras de este municipio. El pueblo de Castaños se fundó el 22 de noviembre de 1674, por Antonio Balcárcel Rivadeneira y Sotomayor, y se erigió en villa en 1916.[cita requerida]
Este municipio se separó de la jurisdicción de Monclova. Se dice que la denominación correcta debería ser Castaño y no Castaños, ya que el nombre del capitán y explorador era Gaspar Castaño de Sosa, nacido en Portugal hacia la segunda mitad del siglo XVI, quien exploró gran parte de las tierras del estado de Coahuila. Fue desterrado por las autoridades virreinales a las Filipinas.[cita requerida]
En 1688, se enfrentaron las fuerzas del general Alonso de León y los indígenas, estos últimos acaudillados por don Dieguillo. El 21 de marzo de 1811 se suscitó uno de los hechos por los que es más conocido este municipio: en Acatita de Baján, fueron aprehendidos los principales caudillos de la primera etapa de la guerra de Independencia: Miguel Hidalgo, Ignacio Allende y Juan Aldama, quienes luego fueron llevados a Chihuahua, la capital del estado del mismo nombre, donde fueron ejecutados.[cita requerida]
La vía férrea conecta a Castaños con Piedras Negras desde 1884. El 10 de julio de 1913, se realizó una batalla en Bocatoche, entre fuerzas carrancistas y federales, en la que triunfaron estás últimas.[cita requerida]
El 26 de enero de 1916, se convierte en municipio independiente, según el Acuerdo núm. 12, y se eleva al rango de villa. El 8 de febrero de 1990, se erige como ciudad la Villa de Castaños.[cita requerida]
A la fecha de este artículo, Castaños cuenta con 29,128 habitantes (según el censo del 2020).[cita requerida]

## Hermanamientos
La localidad de Castaños tiene las siguientes ciudades hermanas:
- Saltillo, México (2020).[7]